# Pianotolli-Caldarello
Pianotolli-Caldarello (kors. Pianottuli è Caldareddu) – miejscowość i gmina we Francji, w regionie Korsyka, w departamencie Korsyka Południowa.
Według danych na rok 1990 gminę zamieszkiwały 653 osoby, a gęstość zaludnienia wynosiła 15 osób/km².